# Вітольд Ташицький
Ві́тольд Таши́цький  (пол. Witold Taszycki; * 20 червня 1898 — 8 серпня 1979) — польський мовознавець-полоніст.

## Біографія
Фундатор впливової школи в слов'янській ономастиці. Дійсний член Польської АН (з 1939). Професор Львівського (1929—1941 і 1944) і Яґайлонського (Краківського, з 1946) університетів.
Серед ономастичних праць Ташицького є статті на українські теми (імена «Слова о полку Ігореві», імена Дорош, Кирило, гуцульські ймення, 1959—1974).